# خوان بيدرو راميريز لوبيز
خوان بيدرو راميريز لوبيز (بالإسبانية: Juan Pedro Ramírez López)‏، المعروف أيضا باسم «خوانبي» (من مواليد 30 أبريل 1991 في لاس بالماس، جزر الكناري)، هو لاعب كرة قدم محترف إسباني، يلعب لنادي لاس بالماس في مركز قلب الدفاع.

## وصلات خارجية
- خوان بيدرو راميريز لوبيز على موقع الاتحاد الأوربي (الإنجليزية)
- خوان بيدرو راميريز لوبيز على موقع قاعدة بيانات كرة القدم.إي يو (الإنجليزية)
- خوان بيدرو راميريز لوبيز على موقع Soccerbase.com (لاعب) (الإنجليزية)
- خوان بيدرو راميريز لوبيز على موقع Soccerway.com (الإنجليزية)
- خوان بيدرو راميريز لوبيز على موقع AS.com (الإسبانية)

- Las Palmas official profile (بالإسبانية)
- BDFutbol profile
- Futbolme profile (بالإسبانية)
- Transfermarkt profile